# Farida Khelfa
Farida Khelfa, née le 23 mai 1960 à Lyon 2e (Rhône), est une actrice, réalisatrice de documentaires et ancien mannequin franco-algérienne. Habituée des nuits du Palace au début des années 1980, puis des Bains-Douches, elle devient mannequin grâce au couturier Jean-Paul Gaultier jusqu'en 1993, travaille avec Azzedine Alaïa et Jean-Paul Goude, puis devient également actrice pendant cinq ans jusqu'en 1990, date à laquelle elle suspend ses activités cinématographiques pour les reprendre seize ans plus tard. Elle est également active à la télévision après les années 2000, que ce soit dans des téléfilms ou pour la réalisation de reportages.

## Biographie
Farida Khelfa naît en 1960 dans le 2e arrondissement de Lyon de parents algériens, dont elle conserve la nationalité (elle n'obtient la nationalité française qu'à l’âge de 30 ans). Son père, sévère, est veilleur de nuit à la gare de Lyon-Perrache. Elle a dix frères et sœurs. Elle passe sa jeunesse aux Minguettes et décide de rejoindre sa sœur, Houria Khelfa, à Paris à l'âge de seize ans, en auto-stop. Jusqu'à sa majorité, elle est considérée comme « fugueuse ». Figure du Palace dans les années 1980, elle y croise ceux qui deviendront ses proches : les couturiers Jean-Paul Gaultier (qu'elle avait déjà rencontré en 1979) et le chausseur Christian Louboutin, Arielle Dombasle, Vincent Darré, qui deviendra décorateur par la suite, ou encore le couple de photographes Pierre et Gilles, « tous de milieux sociaux très différents » précise-t-elle.
Elle est également amie et témoin de mariage de Carla Bruni,, le 2 février 2008 qu'elle rencontre la première fois en 1994 chez Azzedine Alaïa et avec qui elle défile dans les années 1990. Elle est également l’amie de l'actrice Marine Delterme.
Remarquée par Jean-Paul Gaultier, qui lui demande de défiler pour lui en 1979, puis par Thierry Mugler, rien ne la prédisposait à devenir mannequin : c'est « une des personnes les moins sûres d'elles que j'aie pu rencontrer » souligne Marie Colmant. Elle se fait pourtant très vite remarquer par sa prestance, mais également parce qu'elle est, à l'époque, le premier mannequin « beur » qui soit aussi exposé médiatiquement. Jean-Paul Gaultier souligne que « Farida avait une beauté incroyable, ce nez, cette allure, ces cheveux. Ce n’était pas seulement ces traits magnifiques, mais cette façon de se tenir, très altière, une noblesse naturelle sans rien de prétentieux ». Le décorateur Vincent Darré la décrit comme une femme qui avait à l'époque « une poitrine accentuée par sa taille fine et surtout une chevelure spectaculaire. » En 1983, elle est physionomiste aux Bains Douches où elle croise Jean-Paul Goude pour la première fois ; elle devient sa muse, succédant ainsi à Grace Jones, puis sa compagne jusqu'en 1990.
Alors en couple avec Jean-Paul Goude, elle fait la connaissance par son intermédiaire en 1983 d'Azzedine Alaïa dont elle devient l'égérie, sa muse, puis la directrice de son studio de 1996 à 2003. Ils restent très proches. 
En 1985, elle apparaît dans La Nuit porte-jarretelles de Virginie Thévenet, avec ses amis de la « génération Palace », puis deux ans après dans Jeux d'artifices de la même réalisatrice. Mais c'est la même année dans Les Keufs de Josiane Balasko qu'elle se fait remarquer pour la première fois en tant qu'actrice. Pourtant, elle délaisse le cinéma dans les années 1990 et fait son dernier défilé en 1993 chez Azzedine Alaïa, mais persévère dans le domaine de la mode en travaillant pour le couturier, puis Gaultier jusqu'en 2004. Deux ans plus tard, elle retourne au cinéma avec son rôle dans Gradiva, suivi de Paris de Cédric Klapisch en 2008.
En 2010, elle réalise un documentaire sur le couturier Jean-Paul Gaultier, Jean-Paul Gaultier ou Les codes bouleversés diffusé sur France 5,. L'année suivante, Farida Khelfa apparait comme mannequin dans le livre du chausseur Christian Louboutin. Elle réalise un documentaire pour lui, fin 2012 ; la même année, elle réalise également le documentaire intitulé Une jeunesse tunisienne, pour la chaine France Ô ainsi que le documentaire Campagne intime sur Nicolas Sarkozy diffusé le 5 novembre 2013 en prime-time sur D8,. L'année suivante, elle fait un reportage sur Christian Louboutin : « j'ai réalisé que cela faisait un temps infini que l'on se connaissait. J'ai pris ma caméra et je l'ai suivi. »
Toujours proche des arts, Farida Khelfa participe avec Arielle Dombasle à l'événement « Images publiques, images privées » de l'artiste Leonardo Marcos à la galerie du Passage de Pierre Passebon dans un hommage à Alain Robbe-Grillet.
Avant l'été 2012, grâce à la complicité[Selon qui ?] d'Inès de La Fressange, elle devient l'égérie publicitaire de Schiaparelli,, maison de couture renommée des années 1940.
Le 1er septembre 2012, après vingt-trois ans de vie commune, Farida Khelfa s'unit à l'homme d'affaires français Henri Seydoux, ancien journaliste d'Actuel et PDG de Parrot, qu'elle a connu grâce à Christian Louboutin et avec qui elle vit depuis 1989. Le mariage est organisé à Paris, au Palace, endroit qu'ils fréquentent tous deux dans les années 1980 sans jamais se croiser. Deux cents personnes sont invitées, dont le designer Philippe Starck témoin du marié avec Louboutin, le chanteur Mick Jagger, le décorateur Vincent Darré, Bernadette Chirac, l'essayiste Bernard-Henri Lévy et Arielle Dombasle, l'ancien président de la République Nicolas Sarkozy et son épouse Carla, témoin de Farida,. Deux fils, Ismaël et Omer, naissent de sa relation avec Henri.
Elle est l'une des personnalités à participer au dernier défilé de Jean-Paul Gaultier en janvier 2020 telles Coco Rocha, Amanda Lear, Mylène Farmer, Rossy de Palma, Dita von Teese et Estelle Lefébure,.
En 2024, elle publie son premier livre, le récit autobiographique Une enfance française.

## Filmographie

### Actrice

#### Cinéma
- années 1980 : Mator (court métrage) de Dante Desarthe
- 1985 : La Nuit porte-jarretelles de Virginie Thévenet
- 1987 : Jeux d'artifices de Virginie Thévenet : Farida
- 1987 : Les Keufs de Josiane Balasko : Yasmine
- 1990 : Pacific Palisades de Bernard Schmitt : Julie
- 1990 : Les Mille et une nuits de Philippe de Broca : la reine
- 1991 : Ennui mortel (court métrage) de Philippe Bérenger
- 1993 : La Malaimée de Jean-Paul Scarpitta
- 2006 : Gradiva d'Alain Robbe-Grillet : Elvira
- 2007 : Le Scaphandre et le Papillon de Julian Schnabel : elle-même
- 2008 : Paris de Cédric Klapisch : Farida
- 2008 : Française de Souad El-Bouhati : la mère
- 2009 : Barbe bleue de Catherine Breillat : la mère supérieure
- 2009 : La Traversée du désir d'Arielle Dombasle : elle-même
- 2009 : Neuilly sa mère ! de Gabriel Julien-Laferrière : Nadia
- 2013 : Opium d'Arielle Dombasle : Yvette
- 2018 : Neuilly sa mère, sa mère ! de Gabriel Julien-Laferrière : Nadia

#### Télévision
- 2008 : Le Bijou indiscret (court métrage) d'Arielle Dombasle : l'amie de Blondie
- 2009 : Aïcha de Yamina Benguigui[n 9] : Malika
- 2011 : Aïcha : job à tout prix de Yamina Benguigui : Malika
- 2011 : Aïcha : la grande débrouille de Yamina Benguigui : Malika
- 2012 : Bankable de Mona Achache : Eléonore
- 2012 : Aïcha : Vacances infernales de Yamina Benguigui : Malika
- 2018 : Les Michetonneuses d'Olivier Doran : Anna

### Réalisatrice
- 2011 : Empreintes (collection) : Jean-Paul Gaultier ou les codes bouleversés
- 2012 : Campagne intime (documentaire télévisé)
- 2014 : Louboutin (documentaire télévisée), 1re diffusion Arte[23]
- 2021 : De l'autre côté du voile (documentaire télévisé)

## Publication
- 2024 : Une enfance française, Albin Michel, 252 p., récit autobiographique (ISBN 978-2-226-49032-2)